# Garrett, Texas
Garrett là một thị trấn thuộc quận Ellis, tiểu bang Texas, Hoa Kỳ. Năm 2010, dân số của thị trấn này là 806 người.

## Dân số
- Dân số năm 2000: 448 người.
- Dân số năm 2010: 806 người.